# Fortim de São Tiago da Nova Lisboa
O Fortim de São Tiago da Nova Lisboa localizava-se na margem direita da foz do rio Ceará, no litoral do estado brasileiro do Ceará.

## História
No contexto da Dinastia Filipina (1580-1640), após erradicar, em 1604, o núcleo colonial francês estabelecido em 1590 por Adolf Montbille (o corsário "Mambille" para os portugueses), e os seus aliados, os Tabajaras da Ibiapaba, a expedição do Capitão-mor Pero Coelho de Souza avançou até ao rio Punaré, de onde retornou para o rio Ceará. À margem direita deste último (hoje Barra do Ceará), junto à foz, fundou, nesse mesmo ano, a povoação de Nova Lisboa (Nova Coimbra, cf. GARRIDO, 1940:41), denominando a região de Nova Lusitânia. Para defesa da povoação fundada, iniciou um fortim de faxina e taipa, sob a invocação de São Tiago (Fortim de São Tiago) (BARRETTO, 1958:84).
Pero Coelho de Souza retornou à capitania da Paraíba em busca de reforços, deixando a povoação e o fortim sob o comando do capitão Simão Nunes Correia, com uma guarnição de quarenta e cinco homens. Ao retornar com sua famílias, dezoito meses mais tarde, diante da seca que assolava o Ceará, da desmotivação dos seus homens, da falta de recursos, dos constantes ataques dos indígenas, e das dificuldades de comunicações com a capitania da Paraíba, deliberou-se o abandono da povoação e do fortim (1605), tendo a guarnição se recolhido ao Forte dos Reis Magos, na capitania do Rio Grande do Norte (BARRETTO, 1958:84-85).
Nesse forte chegou a habitar a primeira portuguesa em terras cearenses de que se tem notícia, a Sra. Maria Tomásia, esposa de Pero Coelho.
Este forte (ou o Fortim de São Sebastião), encontra-se cartografado por João Teixeira Albernaz, o velho junto à foz do "rio Siará", segundo três mapas portugueses:
- um no Livro que dá Razão do Estado do Brasil, datado de 1627;[4]
- outro no Livro em Q se mostra a descrição de toda a costa do estado do Brasil e seus portos barra escondidas dellas;[5] e
- outro à folha 1 do mapa Pequeno atlas do Maranhão e Grão-Pará.[6]

Acerca deste episódio, o historiador Francisco Adolfo de Varnhagen faz a seguinte referência:
"Apesar do completo malogro dessa tentativa para se colonizar o Ceará, ela não foi de todo infrutuosa; o território por essa banda foi explorado, ficando em todo caso, no Brasil, alguns que se fizeram práticos deles entre os quais devemos contemplar em primeiro lugar a Martim Soares Moreno (um dos oficiais da expedição) que depois veio a ser o verdadeiro fundador da capitania do Ceará."